# Trial de Sant Llorenç 1993
L'edició de 1993 del Trial de Sant Llorenç fou la 27a d'aquesta prova, organitzada pel Motor Club Terrassa. El trial era la novena prova del Campionat del Món d'aquell any i tingué lloc el 25 de juliol a Viella, Vall d'Aran. Hi participaren vora 50 pilots, els quals hagueren de superar 18 zones repartides al llarg d'un recorregut que calia completar 2 vegades.
El trial fou més dur i difícil que en ocasions anteriors, tant pel que fa a les zones, totes elles amb baixa adherència (la major part d'aigua i la resta, de pedres i terra humides) com pel poc temps donat per l'organització per a completar-lo (7 hores que resultaren insuficients).

## Classificació
| Posició | Pilot           | Motocicleta | Punts |
| ------- | --------------- | ----------- | ----- |
| 1       | Jordi Tarrés    | Gas Gas     | 32    |
| 2       | Marc Colomer    | Beta        | 34    |
| 3       | Joan Pons       | Gas Gas     | 37    |
| 4       | Amós Bilbao     | Montesa     | 38    |
| 5       | Diego Bosis     | Fantic      | 39    |
| 6       | Donato Miglio   | Gas Gas     | 42    |
| 7       | Tommi Ahvala    | Aprilia     | 48    |
| 8       | Takumi Narita   | Beta        | 60    |
| 9       | Piero Sembenini | Beta        | 65    |
| 10      | Bruno Camozzi   | Scorpa      | 69    |